# Gangster d'amour tour
Albums de Stomy Bugsy
Quelques Balles De Plus Pour... Le Calibre Qu'il Te Faut
(1998) Trop jeune pour mourir
(2000)
Gangster d'amour tour est un EP / Maxi de Stomy Bugsy sorti en 1998. C'est en fait le maxi du titre Gangster d'amour proposé ici en version album et remix complété de quelques inédits et titres apparus sur d'autres compilations.

## Liste des titres
1. Gangster d'amour (remix version longue) - 5:10
2. Répondeur de scarla (interlude) 0:34
3. Gangster d'amour (version LP) 4:20
4. La Femme du gangster (featuring Orishas) - 5:14
5. Donne-moi du rêve (featuring Kybla) - 3:54 (extrait de la B.O.F. Zonzon)
6. Gangster d'amour (remix version longue instrumental) - 5:06
7. Répondeur de scarlette (interlude) 0:25
8. Vous les femmes - 5:07 (adaptation de Pobre Diablo de Julio Iglesias)

## Classements
| Pays   | Meilleure position | Semaines classées |
| ------ | ------------------ | ----------------- |
| France | 74                 | 1                 |

## Référence
1. ↑  lescharts.com